# Chegang
Chegang (kinesiska: 车岗) är en köping i sydöstra Kina. Den ligger i Xinxing härad i staden Yunfu i provinsen Guangdong, omkring 110 kilometer väster om provinshuvudstaden Guangzhou. Antalet invånare är 23 432. Befolkningen består av 11 543 kvinnor och 11 889 män. Barn under 15 år utgör 22,0 %, vuxna 15-64 år 65 %, och äldre över 65 år 11,0 %.